# ژن‌سازی
ژن سازی یا سنتز که با نماد انگلیسی S هم نشان داده می‌شود، یکی از بخش‌های چرخه یاخته‌ای است که در طی میان‌چهر (اینترفاز) انجام می‌شود. این بخش پس از  نخستین بخش رشد (G1) و پیش از دومین بخش رشد (G2) رخ می‌دهد.
در این بخش دی‌ان‌ای (DNA) همانندسازی می‌کند. بنابراین در پایان این بخش هر کروموزوم از دو کروماتید یکسان که از بخش سانترومر به هم پیوند خورده اند، ساخته شده‌است. رنگین سازه‌ها (کروماتیدها) در این بخش هنوز فشردگی و انباشتگی خود را پیدا نکرده‌اند.
در پایان این بخش، پاسگاه یاخته‌ای وجود ندارد.